# 무영대교
무영대교(務靈大橋)는 대한민국 전라남도 무안군 일로읍에서 영암군 학산면을 연결하는 국도 제2호선 무영로의 영산강을 횡단하는 다리이다. 전 구간이 자동차 전용도로로 지정되어 있다.
2012년 4월에 개통된 남해고속도로의 서영암 나들목과 서해안고속도로 죽림 분기점을 연결하는 교량이다. 무안군의 '무'와 영암군의 '영'을 따서 무영대교라고 명명되었다.

## 교량방식
국내 최초로 5개 주탑이 연속으로 연결된 엑스트라 도즈교(Extradsed Bridge)이다. 엑스트라 도즈교는 사장교와 거더교의 각각 장점을 이용한 교량으로 대략적으로 거더가 70%, 케이블이 30% 하중을 받는다.

## 영산강하굿둑 정체
무영대교와 국도 제2호선 무영로의 개통으로 출·퇴근시간에 영산강하굿둑의 정체가 한결 풀리긴 했지만 서영암 나들목과 대불산단의 거리가 좀 멀기 때문에 아직 영산강하굿둑의 정체는 계속되고 있다.
목포대교가 개통한 이후, 약 1만여대의 차량이 목포대교로 분산되어 영산강하구언의 통행량이 약간 줄어들었다.

## 같이 보기
- 국도 제2호선
- 대불국가산업단지
- 영산강하굿둑